# Windows API
Windows API (англ. application programming interfaces) — общее наименование набора базовых функций интерфейсов программирования приложений операционных систем семейств Microsoft Windows корпорации Майкрософт. Предоставляет прямой способ взаимодействия приложений пользователя с операционной системой Windows. Для создания программ, использующих Windows API, корпорация Майкрософт выпускает комплект разработчика программного обеспечения, который называется Platform SDK и содержит документацию, набор библиотек, утилит и других инструментальных средств для разработки.

## Общие сведения
Windows API спроектирован для использования в языке Си для написания прикладных программ, предназначенных для работы под управлением операционной системы MS Windows. Работа через Windows API — это наиболее близкий к операционной системе способ взаимодействия с ней из прикладных программ. Более низкий уровень доступа, необходимый только для драйверов устройств, в текущих версиях Windows предоставляется через Windows Driver Model.
Windows API представляет собой множество функций, структур данных и числовых констант, следующих соглашениям языка Си. В то же время конвенция вызова функций отличается от cdecl, принятой для языка C: Windows API использует stdcall (winapi). Все языки программирования, способные вызывать такие функции и оперировать такими типами данных в программах, исполняемых в среде Windows, могут пользоваться этим API. В частности, это языки C++, C#, Pascal, Visual Basic, PureBasic и многие другие.
Для облегчения программирования под Windows в компании Microsoft и сторонними разработчиками было предпринято множество попыток создать библиотеки и среды программирования, частично или полностью скрывающие от программиста особенности Windows API и предоставляющие ту или иную часть его возможностей в более удобном виде. В частности, сама Microsoft в разное время предлагала библиотеки Active Template Library (ATL)/Windows Template Library (WTL), Microsoft Foundation Classes (MFC), .Net/WinForms/WPF, TXLib. Компания Borland (ныне Embarcadero, её преемник в части средств разработки) предлагала OWL и VCL. Есть кросс-платформенные библиотеки, такие как Qt, Tk и многие другие. Весомая часть этих библиотек сконцентрирована на облегчении программирования графического интерфейса пользователя.
Для облегчения переноса на другие платформы программ, написанных с опорой на Windows API, сделана библиотека Wine.

## Версии
- Win16 — первая версия WinAPI для 16-разрядных версий Windows. Изначально назывался Windows API, позднее был ретроспективно переименован в Win16 для отличия от Win32. Описан в стандарте ECMA-234.
- Win32 — 32-разрядный API для современных версий Windows. Самая популярная ныне версия. Базовые функции реализованы в динамически подключаемых библиотеках kernel32.dll и advapi32.dll; базовые модули графического интерфейса пользователя — в user32.dll и gdi32.dll. Win32 появился вместе с Windows NT и затем был перенесён в несколько ограниченном виде в системы серии Windows 9x. В современных версиях Windows, происходящих от Windows NT, работу Win32 GUI обеспечивают два модуля: csrss.exe (процесс исполнения клиент-сервер), работающий в пользовательском режиме, и win32k.sys в режиме ядра. Работу же системы обеспечивает ядро — ntoskrnl.exe.
- Win32s — подмножество Win32, устанавливаемое на семейство 16-разрядных систем Windows 3.x и реализующее ограниченный набор функций Win32 для этих систем.
- Win64 — 64-разрядная версия Win32, содержащая дополнительные функции Windows на платформах x86-64 и IA-64.